# 麥凱勒 (澳大利亞國會選區)
麥凱勒選區（英語：Division of Mackellar）是澳大利亞新南威爾斯州的下議院選區，位於悉尼東北郊區、布羅肯灣以南。面積233平方公里。
選區始於1949年。選區名紀念澳大利亞女詩人多蘿西婭·麥凱勒。本區是自由黨的安全選區。1994年以來當區的議員是布朗溫·畢曉普。

## 歷任議員
| 议员 | 议员          | 政党       | 任期          |
| ---- | ------------- | ---------- | ------------- |
|      | 威廉·溫特沃思 | 自由党     | 1949年–1977年 |
|      | 威廉·溫特沃思 | 独立候选人 | 1977年        |
|      | 吉姆·卡爾頓   | 自由党     | 1977年–1994年 |
|      | 布朗溫·畢曉普 | 自由党     | 1994年至今    |